# Mihajlo Pupin-Idvorski
Mihajlo Pupin-Idvorski (srbsko Михајло Идворски Пупин), srbsko-ameriški fizik, matematik in elektrotehnik, * 9. oktober 1854, Idvor, Banat, današnja Srbija, † 12. marec 1935, New York, ZDA.

## Življenjepis
Mihajlo Pupin se je rodil v vasi Idvor v Banatu, ki je tedaj spadal pod Avstro-Ogrsko. Bil je sin nepismenih staršev, ki so mu kljub temu omogočili šolanje, najprej v Idvoru v Srbski veroizpovedni osnovni šoli, nato na Nemški osnovni šoli v Perlezu in nato v Pančevu, najprej v Meščanski šoli in potem na Realki. Leta 1872 je nadaljeval šolanje v Pragi, tedaj pa mu je nenadoma umrl oče in znašel se je v hudih finančnih težavah. Da bi rešil svoje eksistenčne težave, se je marca 1874 odločil, da odide v Ameriko. Pupin je bil velik patriot. Svojemu priimku je dodal Idvorski, da bi pokazal na privrženost svojemu rodnemu kraju.
Kot dvajsetletnik se je znašel v New Yorku in pričel kot fizični delavec delati v neki tovarni čokolade, ob delu pa se je učil angleško in se v jeseni leta 1879 uspel vpisati na kolidž Columbia v New Yorku. Takoj se je izkazal kot odličen učenec in je bil zato oproščen plačevanja šolnine, kar je bilo zanj zelo pomembno. Na koncu prvega letnika je prejel celo dve denarni nagradi za uspešnost znanja grščine in matematike. Pomagal si je tudi z dohodki od inštruiranja slabših študentov in s fizičnim delom. Leta 1883 je diplomiral na prvi akademski stopnji in dobil naziv »Bachelor of Arts«, poleg tega pa še štipendijo za študij matematike in fizike v Cambridgeu v Združenem kraljestvu med letoma 1883 in 1885. 
V letih 1885 do 1889 je v Berlinu študiral področje fizike in kemije ter doktoriral na temo Osmotski pritisk in njegova povezava s prosto energijo (»Osmotic Pressure and its Relation to Free Energy«). 
Od leta 1892 je na kolidžu Columbia kot profesor poučeval predmet matematična fizika. Tu se je srečal s teorijo elektrotehnike, ki ga je prevzela, zato se je povsem posvetil proučevanjem elektromagnetnih pojavov. Ob študiju teh pojavov je odkril električno resonanco in nihajni krog, kar je kasneje vodilo v odkritje visokofrekvenčnih električnih valov in izum radia.

## Priznanja in poimenovanja
Pupin je bil član Francoske akademije znanosti, Srbske kraljevske akademije, predsednik Newyorške akademije znanosti in častni član 18 univerz v ZDA, Kraljevini Jugoslaviji, Češkoslovaški in Franciji, dobil je veliko visokih odlikovanj. 
Po njem se imenuje manjši krater na Luni. 20. septembra 1921 je postal častni občan Občine Bled.